# La Iglesia de Jesucristo de los Santos de los Últimos Días en Austria

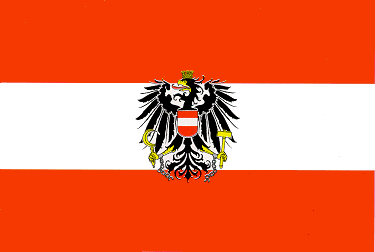
Austria fue visitada por Orson Hyde en 1841.

Orson Hyde visitó Austria en 1841. Veinte años después Orson Pratt y el misionero William W. Ritter llegaron a Austria para empezar con el trabajo misional.
El primer austríaco en ser bautizado fue Joseph A. Oheim en Múnich en 1870. El primer converso en Austria fue Paul Haslinger en 1883, quien fue bautizado por el misionero Paul Hammer en Lambach.
Cuando se empezó a desarrollar la Iglesia SUD, fue organizada una pequeña congregación en Haag am Hausruck en 1901 y otra en Viena en 1909. Los SUD podían ir a las casas de reunión que había en el Michelmeierhof en Rottenbach. Sin embargo el gobierno austriaco no dejó que hubiera misioneros SUD durante un tiempo.
Tras acabar la Primera Guerra Mundial, los misioneros volvieron a Austria y el número de SUD creció. El primer distrito se organizó en 1920 y un año más tarde se creó la Sociedad de Socorro en Viena. Otra congregación empezó en Linz en 1921 y en Salzburgo en 1928. La primera capilla se construyó en Haag am Hausruck en 1937.
Durante la Segunda Guerra Mundial los misioneros abandonaron el país, dejando el trabajo a los miembros locales.
En marzo de 1946 Ezra Taft Benson, miembro del Quórum de los Doce Apóstoles y presidente de la Misión Europea, visitó Viena.
La IJSUD fue oficialmente reconocida en Austria el 27 de septiembre de 1955.
A partir de 1950 la IJSUD empezó a desarrollarse más rápidamente, con congregaciones en Graz y Klagenfurt y una casa de reunión en Salzburgo en 1956. Entre 1960 y finales de los ochenta, la IJSUD continuó creciendo y organizando congregaciones en Innsbruck, Dornbirn, Sankt Pölten, Wiener Neustadt, Wels y Villach. La primera estaca la creó Ezra Taft Benson en 1980 y la segunda se creó en Salzburgo en 1997.
El Coro del Tabernáculo Mormón realizó un concierto en el Musikvereinssaal en Viena en 1991. En octubre de 1992 los SUD austriacos pudieron ver la Conferencia General vía satélite. 
Los fieles de Austria asisten al Templo de Fráncfort para realizar sus ceremonias religiosas. 